# Список польских медработников, награждённых медалью имени Флоренс Найтингейл

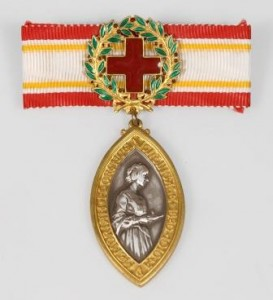
Медаль имени Флоренс Найтингейл

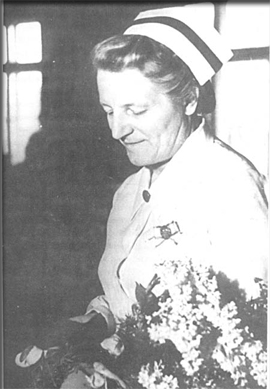
Ядвига Романовская с медалью имени Флоренс Найтингейл (1957)

Медаль имени Флоренс Найтингейл (англ. Florence Nightingale Medal) — высший международный знак отличия для награждения медицинских сестёр «за исключительное мужество и самоотверженность в заботе о жертвах вооружённых конфликтов и природных катастроф, либо за образцовую службу, находчивость и дух новаторства в сфере общественного здравоохранения или сестринского образования».
Международный комитет Красного Креста производит награждения медалью один раз в два года, 12 мая, по представлению национальных обществ Красного Креста.
14 июля 1919 года Польское Общество Красного Креста было зарегистрировано Международным комитетом Красного Креста в качестве единственной организации Красного Креста с деятельностью на всей территории Польши. 16 сентября 1919 года Польское Общество Красного Креста было принято в Лигу Обществ Красного Креста. Свою деятельность Польское Общество Красного Креста начало с помощи во время Великопольского и Силезского восстаний. В 1921 году Польское Общество Красного Креста основало первую школу по оказанию медицинской помощи.
1 сентября 1927 года в соответствии с Указом президента Польши организация была переименована в Польский Красный Крест. Согласно этому указу было предписано, что Польский Красный Крест во время боевых действий будет подчиняться министру обороны.
Первое награждение польского медработника состоялось в 1923 году. Первой награждённой стала Мария Тарновская. На 2017 год польские медработники 102 раза были награждены данной наградой.

## Список награждённых
Полный список польских медработников, награждённых Международным Комитетом Красного Креста медалью имени Флоренс Найтингейл, приведён на сайте Виртуального музея польской медицинской помощи (пол. Wirtualne Muzeum Pielęgniarstwa Polskiego).
Список отсортирован по годам награждения. Имена указаны на русском и польском языках.
- Серым цветом  в таблице выделены награждённые посмертно.
- Знаком  — Серебряный крест ордена Virtuti Militari выделены награждённые этой наградой.

| №   | Награждённая                                                                    | Годы жизни | Год  | Краткое описание | Сн.                |
| --- | ------------------------------------------------------------------------------- | ---------- | ---- | --- | ------------------ |
| 1   | Мария Тарновская (Maria Tarnowska)                                              | 1884—1965  | 1923 | Участвовала в качестве члена Австрийского Красного Креста в I мировой войне на австрийско-российском участке фронта, участвовала в польско-советской войне. В дальнейшем была членом Армии Крайовой и участником Варшавского восстания. Майор Войска Польского. Некоторые другие награды: Крест Храбрых, Золотой Крест Заслуги, Крест Независимости | [ WMPP 1 ]         |
| 2   | Людвика Стернлиб (Ludwika Sternlieb)                                            | 1894—1944  | 1925 | Участвовала в польско-советской войне. В дальнейшем была членом Армии Крайовой и участницей Варшавского восстания. Погибла во время восстания. | [ WMPP 2 ] [ 6 ]   |
| 3   | Юзефина Дудаек (Józefina Dudajek)                                               | 1894—?     | 1927 | Участвовала в обороне Львова во время польско-украинской войны. Отстояла раненных и госпиталь от грабежей австрийских и украинских воинов. | [ WMPP 3 ]         |
| 4   | Розалия Яхимович (Rozalia Jachimowicz)                                          | 1879—1942  | 1929 | Участвовала в польско-советской войне. По некоторым данным, погибла во время Холокоста. Возможно именно её медаль найдена при разборе вещей в Аушвице. | [ WMPP 4 ]         |
| 5   | Хелена Нагурская (Helena Nagórska)                                              | 1886—1974  | 1929 | Участвовала в качестве члена Австрийского Красного Креста в I мировой войне на австрийско-российском участке фронта. Некоторые другие награды: Орден «Знамя Труда» II класса, Золотой Крест Заслуги | [ WMPP 5 ]         |
| 6   | Стефания Потоцкая-Зембиньская (Stefania Potocka-Ziembińska)                     | 1893—1987  | 1931 | Участвовала в качестве члена Российского Красного Креста в I мировой войне в Севастополе. Участвовала в польско-советской войне. В дальнейшем участница Армии Крайовой, Варшавского восстания. Некоторые другие награды: Крест Храбрых, Серебряный Крест Заслуги, Варшавский повстанческий крест, Медаль «За Варшаву 1939—1945» | [ WMPP 6 ]         |
| 7   | Ванда Идзиковская (Wanda Idzikowska)                                            | 1865—1933  | 1931 | Участвовала в качестве члена Российского Красного Креста в I мировой войне в Варшаве, в том числе организовала помощь раненым после оставления города российскими частями. Занималась организацией подготовки медицинских кадров для Войска Польского во время польско-советской войны. | [ WMPP 7 ]         |
| 8   | Мария Моджевская (Maria Modrzewska)                                             | 1882—1944  | 1933 | С 1906 года работала в госпиталях Российского Красного Креста, в том числе во время I мировой войны. Участник польско-советской войны, в 1918 в польском военном госпитале в Киеве, в 1920 в Варшаве. Во время II мировой войны организовывала и оказывала медицинскую помощь мирному населению и узникам концлагерей. Участница Варшавского восстания. Погибла во время восстания при бомбардировке госпиталя. | [ WMPP 8 ]         |
| 9   | Ядвига Суффчиньская (Jadwiga Suffczyńska)                                       | 1890—1954  | 1933 | Во время польско-советской войны в военном госпитале в Варшаве. Во время II мировой войны участвовала как медсестра в обороне Варшавы, затем организовывала подпольное медицинское образование. Участница Варшавского восстания. Некоторые другие награды: Золотой Крест Заслуги | [ WMPP 9 ]         |
| 10  | Ядвига Грончиньская (Jadwiga Gronczyńska)                                       | 1882—1943  | 1933 | Работала в госпиталях Российского Красного Креста во время I мировой войны и польско-советской войны, в 1919 в военном госпитале в Минске, где спасала раненых под угрозой ареста большевиками Некоторые другие награды: Крест Храбрых, Медаль «10-летие обретения независимости» | [ WMPP 10 ]        |
| 11  | Михалина Мелешевская (Michalina Mieleszewska)                                   | 1878—?     | 1933 | Работала в госпиталях Российского Красного Креста во время I мировой войны, в том числе с 1918 года в госпитале для военнопленных в Минске во время польско-советской войны. После окончания войны в эпидемиологических госпиталях Некоторые другие награды: Крест Храбрых, Медаль «10-летие обретения независимости» | [ WMPP 11 ]        |
| 12  | Зофья Шленкер (Zofia Szlenkierówna)                                             | 1882—1939  | 1935 | Организовала за свои средства детскую больницу имени Кароля и Марии в Варшаве. Создала в Варшаве школу медсестёр. Некоторые другие награды: командорский крест ордена «Polonia Restituta», офицерский крест ордена «Polonia Restituta», Золотой Крест Заслуги, Крест «За заслуги перед Церковью и Папой» | [ WMPP 12 ]        |
| 13  | Мария Скорупская (Maria Skorupska)                                              | 1884—1944  | 1939 | С 1920 по 1939 работала в военных госпиталях. В дальнейшем участница Варшавского восстания. Погибла во время восстания. Некоторые другие награды: Крест Храбрых | [ WMPP 13 ]        |
| 14  | Владислава Дычаковская (Władysława Dyczakowska)                                 | 1904—?     | 1947 | С 1921 по 1927 работала в военных госпиталях в Варшаве. Во время немецкой оккупации работала в больницах, где помогала мирному населению. В дальнейшем участница Варшавского восстания. Арестована немцами как заложница. Организовала медицинскую помощь более чем 1000 заложников. После войны занималась опекой польских детей, возвращавшихся в Польшу. | [ WMPP 14 ]        |
| 15  | Бронислава Карпович (Bronisława Karpowicz)                                      | 1892—?     | 1947 | Участвовала в качестве члена Немецкого Красного Креста в I мировой войне. Участница Силезского восстания 1921 года. Затем до 1939 работала в военных госпиталях в Варшаве. В дальнейшем участница Варшавского восстания. | [ WMPP 15 ]        |
| 16  | Барбара Ванда Пешке (Barbara Wanda Peszke)                                      | 1886—1963  | 1947 | Во время польско-советской войны работала в военном госпитале в Варшаве (1919—1922). С 1923 года работала в Уяздовском военном госпитале в Варшаве, в том числе оказывала помощь раненым во время обороны города. Участвовала в подполье. Во время Варшавского восстания оказывала помощь раненым повстанцам. Эвакуировалась из Варшавы вместе с больными, которым продолжала оказывать помощь. После войны работала в противотуберкулёзном санатории. | [ WMPP 16 ]        |
| 17  | Ядвига Романовская (Jadwiga Romanowska)                                         | 1895—1964  | 1947 | Была организатором медсестринского профессионального обучения. Была одной из руководителей Польского союза профессиональных медсестёр. Была директором Варшавской медицинской школы. Некоторые другие награды: кавалерский крест ордена «Polonia Restituta» | [ WMPP 17 ]        |
| 18  | Янина Тышиньская (Janina Tyszyńska)                                             | 1896-?     | 1947 | В период немецкой оккупации работала в госпитале. Во время Варшавского восстания оказывала помощь раненым повстанцам. Эвакуировалась из Варшавы вместе с больными в немецкий концлагерь под Магдебургом, в котором продолжала оказывать помощь. После войны занималась организацией медицинской помощи на территории польской зоны оккупации Германии, в частности в Мачкуве (Харене). Затем оказывала помощь польским военнопленным освобождённым из концлагеря Stalag XI и в госпитале Войска Польского в Меппене. | [ WMPP 18 ]        |
| 19  | Халина Сьвёнтецкая (Halina Świątecka)                                           | 1889-?     | 1947 | Во время Варшавского восстания оказывала помощь раненым повстанцам. Эвакуировалась из Варшавы вместе с больными в немецкий концлагерь под Магдебургом, в котором продолжала оказывать помощь. После войны занималась организацией медицинской помощи на территории польской зоны оккупации Германии, в частности в Мачкуве (Харене). Затем оказывала помощь польским военнопленным освобождённым из концлагеря Stalag XI и в госпитале Войска Польского в Меппене. | [ WMPP 19 ]        |
| 20  | Алисья Вежбицкая (Alicja Wierzbicka)                                            | 1920-?     | 1947 | Добровольно записалась в армию и оказывала помощь раненым во время Сентябрьской войны. Во время Варшавского восстания оказывала помощь раненым повстанцам. После восстания заключённая Dulag 121. После войны работала в больнице. | [ WMPP 20 ]        |
| 21  | Мария Бабицкая-Захерт (Maria Babicka Zachertowa)                                | 1892—1944  | 1947 | До Сентябрьской войны занималась организацией медсестринского обучения. Активный участник движения сопротивления во время немецкой оккупации. Участвовала в спасении евреев во время Холокоста. Расстреляна власовцами вместе с мужем. | [ WMPP 21 ]        |
| 22  | Зофья Биттенек (Zofia Bittenek)                                                 | 1904—1943  | 1947 | До Сентябрьской войны работала медсестрой, старшей медсестрой в различных больницах и госпиталях. Во время немецкой оккупации организовала вместе с врачом Ежи Буяльским подпольный госпиталь для раненых. Арестована в варшавской тюрьме «Павяк», откуда отправлена в концлагерь Аушвиц. В Аушвице принимала участие в подпольной деятельности. Погибла в концлагере. | [ WMPP 22 ]        |
| 23  | Малгожата Жмудзкая (Małgorzata Żmudzka)                                         | 1883—1944  | 1947 | была организатором медсестринского обучения и принципов работы медицинских сестёр. Была организатором санитарного дела во время немецкой оккупации. Погибла в первые дни Варшавского восстания в госпитале, на рабочем месте. | [ WMPP 23 ]        |
| 24  | Анна Рыдель (Anna Rydlówna)                                                     | 1884—1969  | 1949 | До I мировой войны директор интерната в Кракове. Во время войны организовывала подготовку санитарок для австро-венгерской армии. Один из организаторов, а затем директор Университетской школы медсестёр и гигиенисток в Кракове. Член Армии Крайовой, в которой занималась подготовкой медицинского персонала и приобретением медицинского оборудования. После войны продолжила работу в университетской школе и дерматолого-венерической больнице. Некоторые другие награды: Орден «Знамя Труда» I класса, Золотой Крест Заслуги | [ WMPP 24 ]        |
| 25  | Мария Вильконьская (Maria Wilkońska)                                            | 1903—1984  | 1949 | Работала в военном госпитале в Бресте-над-Бугом до его занятия Красной Армией, после чего сумела сбежать в Варшаву. В период немецкой оккупации города принимала участие в польских медицинских организациях и работала в роддоме на территории Варшавского гетто. Сумела организовать побег части пациентов. Во время восстания в гетто принимала участие в лечении раненых и организовывала для них побег. Затем участвовала в деятельности подполья. Неоднократно организовывала побег раненых из числа заключённых. Арестована гестапо и прошла «Павяк», Равенсбрюк и женское отделение Бухенвальда. После войны вернулась в Польшу, где работала медсестрой, инспектором отдела здравоохранения и лаборанткой. Удочерила девочку, спасённую ею во время восстания в гетто. Некоторые другие награды: Медаль «Победы и Свободы», Медаль «За Варшаву 1939—1945», Юбилейная медаль «10 лет Народной Польши», Крест Армии Крайовой | [ WMPP 25 ]        |
| 26  | Ванда Лоренчук (Wanda Loreńczuk)                                                | 1900—1983  | 1961 | Во время Сентябрьской войны попала в немецкий плен, где находилась до 1940. В 1943 опять арестована и сумела сбежать в 1944. После войны занималась организацией медицинской помощи пострадавшим от военных действий в Гданьске. Организовывала медицинские пункты во вновь присоединённых районах Поморья. Принимала участие в эксгумации жертв нацистов в районе Гданьска на территории концлагеря Stutthoff. С 1958 года была инспектором по подготовке медицинских кадров ПКК. | [ WMPP 26 ] [ 7 ]  |
| 27  | Мария Стенцель (Maria Stencel)                                                  | 1900—1985  | 1961 | Работала в окружном военном госпитале в Познани. Во время Сентябрьской войны в санитарном поезде Армии «Познань». В период немецкой оккупации работала в сиротском приюте. После войны организовала школу младшего медицинского персонала в Лодзи, в которой до 1965 года была директором. Некоторые другие награды: кавалерский крест ордена «Polonia Restituta», Золотой Крест Заслуги, Медаль Комиссии Народного Образования | [ WMPP 27 ]        |
| 28  | Люба Блюм-Белицкая (Luba Blum-Bielicka)                                         | 1905—1973  | 1965 | Работала и получила образование в еврейской больнице в Варшаве, в которой с 1939 года была руководителем школы медсестёр. Вместе со своими ученицами оказывала помощь раненым во время обороны города. В период немецкой оккупации в Варшавском гетто, где продолжила руководить полу-подпольной школой мед.персонала. Во время акции СС по ликвидации больницы и персонала, сумела вывести часть медсестёр и группу детей за пределы гетто. Муж Любы, деятель Бунда Абраша Блюм, участник восстания в гетто, был убит гестапо на арийской стороне города. Скрывалась в Свентокшиских горах. После освобождения стала директором детского дома в Отвоцке. Затем организовывала медицинское обучение и занималась деятельностью по улучшению и доступности медицинского обслуживания. Некоторые другие награды: кавалерский крест ордена «Polonia Restituta», Серебряный Крест Заслуги, Юбилейная медаль «10 лет Народной Польши» | [ WMPP 28 ]        |
| 29  | Владислава Стеффен (Władysława Steffen)                                         | 1917—2016  | 1965 | В 1939 году работала в военном госпитале. Затем в санитарном поезде. Ранена под Илувом. Во время битвы на Бзуре, спасая раненого, попала в плен. Содержалась в тюрьмах Ловича и Лодзи. Затем лечила раненых в сборном лагере для военнопленных в Лодзи. Организовывала побеги вылеченных пленных. Воровала медикаменты и материалы у немецких врачей. Была арестована гестапо и после мучительных истязаний приговорена к смерти, которой избежала случайно. После освобождения работала в больнице в Прушкове, преподавала на курсах медперсонала, работала в Психоневрологическом институте в Познани, железнодорожной больнице в Прушкове. Некоторые другие награды: Крест Храбрых | [ WMPP 29 ] [ 8 ]  |
| 30  | Мария Хадера (Maria Hadera)                                                     | 1901—1991  | 1969 | В 1919—1921 принимала участие в качестве санитарки во всех трёх Силезских восстаниях, в том числе в составе штурмовой роты. В межвоенный период работала Хожуве. Во время немецкой оккупации преследовалась за участие в Силезских восстаниях. С 1941 года в Армии Крайовой. Организовывала партизанское обучение новых медработников из числа добровольцев Женской военной службы. При прохождении фронта организовала санитарный пункт для раненых польских и советских солдат и гражданского населения. После войны руководила пунктом репатриации детей из концлагерей в Германии. Затем на инструкторской и организационной работе. Также работала в кабинете физиотерапии. Некоторые другие награды: кавалерский крест ордена «Polonia Restituta», Золотой Крест Заслуги, Серебряный Крест Заслуги, Силезский крест на ленте Доблести и Заслуги, Крест Силезского восстания, Партизанский крест, Медаль «10-летие обретения независимости» | [ WMPP 30 ]        |
| 31  | Зофья Мушка (Zofia Muszka)                                                      | 1921—2005  | 1969 | Девичья фамилия (в том числе во время войны) Графчиньская. Во время обороны Варшавы организовала санитарный пункт у себя дома. Во время оккупации была членом Конфедерации народа. Оказывала медицинскую помощь партизанам, занималась приобретением лекарств и расходных материалов. Во время Варшавского восстания руководила санитарным пунктом, дважды была ранена. После подавления восстания отправлена в концлагерь Stalag IV, где оказывала медицинскую помощь итальянским военнопленным. После войны вернулась в Польшу. Организатор медицинского пункта в аэропорту Окенце. Затем инспектор в железнодорожной медицинской службе. Работала в Министерстве здоровья. | [ WMPP 31 ]        |
| 32  | Флорентина Вроньская-Качмарская (Florentyna Wrońska-Kaczmarska)                 | 1907—1982  | 1969 | В 1936-39 годах служила в гарнизонном госпитале в Ровно. Во время наступления Красной Армии попала в плен в районе Збаража, из которого смогла сбежать. Затем работала в городской больнице. Во время Великой Отечественной войны в партизанском отряде, где была связной штаба и также оказывала медицинскую помощь. После освобождения Люблина в гарнизонном госпитале в Люблине, затем, по мере продвижения фронта, в госпиталях Познани, Кошалина, Торуни. С 1945 старшая медсестра в гарнизонном госпитале в Ольштине. С 1949 была директором детского сада в Клодзко. Некоторые другие награды: Грюнвальдский знак, Медаль «За Одру, Нису и Балтику», Медаль «За победу над Германией в Великой Отечественной войне 1941—1945 гг.» | [ WMPP 32 ] [ 9 ]  |
| 33  | Хелена Домбровская (Helena Dąbrowska)                                           | 1914—2003  | 1973 | До начала войны санитарка в Ковеле. В сентябре 1939 года во II резервном соединении в Люблине. В период немецкой оккупации работала в госпитале в Мацеёвой, затем в Любомли. Была связана с 27-й Волынской пехотной дивизией Армии Крайовой. С 1944 года полевая санитарка в подразделениях дивизии. Неоднократно сдавала кровь на нужды раненых. После войны работала в полевом госпитале в Квидзыне, а с 1961 года в воеводском госпитале в Ольштыне и воеводском донорском центре. Некоторые другие награды: Крест Храбрых, Серебряный Крест Заслуги с мечами, Партизанский крест, Медаль «Победы и Свободы» | [ WMPP 33 ]        |
| 34  | Эльжбета Клементина Кшивицкая-Ковалик (Elżbieta Klementyna Krzywicka-Kowalik)   | 1908—1994  | 1973 | С 1937 года работала в окружном военном госпитале в Кракове, затем в военном госпитале в Катовицах. После начала войны госпиталь эвакуирован в местечко Верба, вошедшее в СССР, где она продолжала оказывать помощь раненым и гражданскому населению. В 1944 году вернулась в Сосновец, где стала организовывать медицинские пункты на железнодорожной станции и в вагонах. С 1945 старший инспектор санитарной работы в воеводском отделение ПКК. Организовала первую санитарную школу в Забже. Работала в профсоюзах и женских организациях. Организовывала санитарные олимпиады. Некоторые другие награды: кавалерский крест ордена «Polonia Restituta», Золотой Крест Заслуги, Серебряный Крест Заслуги, Юбилейная медаль «10 лет Народной Польши», Юбилейная медаль «40 лет Народной Польши», Медаль Комиссии Народного Образования, Знак 1000-летия Польского государства | [ WMPP 34 ]        |
| 35  | Мария Александрович (Maria Aleksandrowicz)                                      | 1905—1994  | 1975 | В 1931—1939 санитарка в военном госпитале № 702 в Беловеже. После начала войны организовала на железнодорожном вокзале Бреста-над-Бугом медицинский пункт для помощи раненым и беженцам. Затем работала в ортопедической клинике в Познани, откуда по фальшивым документам перебралась в Уяздовский госпиталь в Варшаве. Преподавала на подпольных медицинских курсах. Участница подпольных организаций. Во время восстания создала в здании пустой фабрики в Пястове госпиталь для больных. После войны работала снова в ортопедической клинике в Познани. Участвовала в организации воеводского онкологического центра и лечебного заведения для детей с болезнью Гейне-Медина. Старший учебный инструктор медицинского образования в воеводском отделении ПКК. Некоторые другие награды: Золотой Крест Заслуги | [ WMPP 35 ]        |
| 36  | Ирена Вейманн (Irena Weimann)                                                   | 1904—1987  | 1975 | Работала в госпитале ПКК в Гнезно. Затем в военном госпитале VIII военного округа в Познани, IX военного округа в Бресте-над-Бугом, V военного округа в Кракове. В начале войны, в чине майора Войска Польского, обеспечила эвакуацию раненых из Кракова. Как служащая полевого госпиталя № 401 прошла боевой путь Бохня-Тарнув-Жешув-Рувне-Рава Руска-Львув. В качестве коменданта госпиталя обеспечила его эвакуацию через границу в Румынию и интернирование. Помогла нелегально перебраться во Францию 22 польским солдатам и в Бухарест 12 медработникам. Работала в польском военном госпитале в Александрии. Организовывала подготовку медперсонала для польских вооружённых сил в Уганде. После войны вице-директор школы медсестёр ПКК в Лодзи. Инструктор по вопросам здравоохранения и член президиума воеводского совета в Быдгощи. Некоторые другие награды: кавалерский крест ордена «Polonia Restituta», Серебряный Крест Заслуги, Медаль «За участие в оборонительной войне 1939 года», Медаль Комиссии Народного Образования | [ WMPP 36 ]        |
| 37  | Кристина Станковская (Krystyna Stankowska)                                      | 1914—1991  | 1975 | В 1938-39 годах руководила сельскими амбулаториями в Селявицах и Йезёрнице. После начала войны призвана в военный госпиталь № 91. Попала в советский плен. Затем направлена на работу в сельскую амбулаторию в Закликув. После создания в местечке гетто (1940 год), организовывала в нём медицинскую помощь. В 1942 году перебралась в Варшаву, где работала в городских медицинских учреждениях. Чтобы избежать ареста, переехала в Хожелув в окрестностях Мелеца. Организовала борьбу с вспышками сыпного тифа и амёбиаза. Оказывала медицинскую помощь раненым и травмированным, зачастую проводя операции без участия врача, с помощью ею самой обученных на подпольных курсах санитарок. После войны работала повятовым инструктором, занимала должность инструктора в воеводском отделе здравоохранения. Была старшей медсестрой в государственной клинической больнице в Познани (1968—1975). Некоторые другие награды: кавалерский крест ордена «Polonia Restituta», Серебряный Крест Заслуги | [ WMPP 37 ]        |
| 38  | Юлия Ненко (Julia Nenko)                                                        | 1903—1983  | 1975 | Ещё будучи школьницей, помогала раненым во время Силезских восстаний. В 1922—1939 работала в краковских больницах. Во время Сентябрьской войны в военном госпитале. После эвакуации в Румынию перебралась в Египет, где служила в польском военном госпитале в Александрии. С Карпатской стрелковой бригадой прошла боевой путь от Тобрука до Монте-Кассино. Считается одной из наиболее заслуженных санитарок. В 1944 году ей присвоено звание майора. После победы работала в Швеции. В 1947 году вернулась в Польшу и работала в районной поликлинике в Кракове. Некоторые другие награды: кавалерский крест ордена «Polonia Restituta», Серебряный Крест Заслуги с мечами, Крест «За Монте Кассино», Медаль Армии, Медаль «Победы и Свободы», Грюнвальдский знак, Звезда 1939—1945, Африканская звезда, Итальянская звезда, Медаль обороны, Медаль войны 1939—1945 | [ WMPP 38 ]        |
| 39  | Янина Гинович (Janina Ginowicz)                                                 | 1918—2006  | 1977 | С момента начала войны работала в хирургическом отделении военного госпиталя, занимаясь также организацией питания и поставок питьевой воды для раненых. В 1941 устроилась на работу в качестве операционной медсестры в варшавскую больницу. Была членом подпольной хирургической бригады, занимавшейся оказанием помощи раненым бойцам сопротивления, а также прятала и организовывала побег раненых. Участвовала в приготовлениях к боевым действиям в Варшаве. В 1944 году участвовала в эвакуации госпиталя и организации полевого госпиталя, операционная которого размещалась в кондитерской. Направлена подпольем для оказания медицинской помощи в концлагере в Прушкове, а после побега оттуда работала в госпитале в Милянувеке. После войны работала в клинике при Медицинской академии в Гданьске, а также в варшавской больнице. Член комиссии профессионального лицензионного контроля при Министерстве здравоохранения и социального обеспечения Польши. Некоторые другие награды: Варшавский повстанческий крест | [ WMPP 39 ]        |
| 40  | Халина Щудловская (Halina Szczudłowska)                                         | 1920—1977  | 1977 | В 1939 доброволец в повятовом госпитале в Оструве-Мазовецком, а затем в полевом госпитале. Организовывала побег раненых солдат. После ликвидации госпиталя, на советской территории. Работала в больнице в посёлке Квиток. В 1943 году вступила в Народное Войско Польское в 1-й отдельный женский пехотный батальон имени Эмилии Плятер, располагавшийся в Селецких военных лагерях под Рязанью. Прошла с армией боевой путь от Оки до Берлина. Войну закончила в звании сержанта в польском военном госпитале в Фельтене, а затем работала в военном приюте в Замосце. С 1950 года в санатории в Замосце. Почётная «крёстная мать» сухогруза «Замосць». Была секретарём городского совета города Замосць. Некоторые другие награды: кавалерский крест ордена «Polonia Restituta», Крест Храбрых, Золотой Крест Заслуги, Медаль «За Варшаву 1939—1945», Медаль «Победы и Свободы» | [ WMPP 40 ]        |
| 41  | Ванда Вожняк (Wanda Woźniak)                                                    | 1919—2000  | 1977 | В сентябре 1939 добровольно служила в госпитале и санитарном поезде. Позднее в рамках харцерского движения организовала подпольный детский дом для детей-жертв войны. Оказывала помощь скрывающимся от гестапо. Принимала участие в спасении детей с Замойщины. Участвовала в подготовке восстания, в боях во время восстания. Организовывала санитарные пункты для раненых. После поражения в лагере в Прушкове. Прошла через ряд концлагерей — Ламсдорф, Бургвайде, Бреслау, Франкенштайн (откуда сумела сбежать). После войны директор детского дома в Закопане. Работала в структурах Министерства здоровья. Некоторые другие награды: Крест Храбрых, Золотой Крест Заслуги, Варшавский повстанческий крест, Крест Армии крайовой, Грюнвальдский знак, Медаль Комиссии Народного Образования, Медаль «За Варшаву 1939—1945», Медаль «За участие в оборонительной войне 1939 года» | [ WMPP 41 ]        |
| 42  | Мария Закшевская (Maria Zakrzewska)                                             | 1910—1997  | 1977 | Служила в военном госпитале I военного округа в Варшаве. В сентябре 1939 переведена в военный госпиталь в Модлине. После капитуляции в партизанском отряде. С 1940 года организовывала подпольные медицинские курсы. Арестована гестапо в 1942 году и заключена в тюрьму «Павяк». Позднее отправлена в концлагерь Аушвиц, где до января 1945 работала в госпитальном бараке. Подвергалась псевдо-медицинским экспериментам. После освобождения опять работала в военном госпитале I округа. С 1949 года работала в амбулатории района Срёдмесьце в Варшаве. Приняла монашество под именем сестры Мириам в монастыре урсулинок. Некоторые другие награды: Серебряный крест «Virtuti militari», Медаль «Победы и Свободы», Грюнвальдский знак | [ WMPP 42 ] [ 10 ] |
| 43  | Ванда Янина Батковская (Wanda Janina Batkowska)                                 | 1924—2008  | 1979 | В сентябре 1939 служила в войсках ПВО, оказывая помощь раненным и пострадавшим. В 1942 стала членом Армии Крайовой. В 1944 поступила на службу в 4-й отдельный санитарный батальон в Люблине. Занималась больными дизентерией и раненными. С батальоном прошла боевой путь от Варшавы, через Быдгощь, Колобжег и до Берлина. После войны работала в детском саду, в техническо-профессиональной девичьей школе в Бельско-Бялой, Пястуве, в Варшаве. С 1960 года работала в железнодорожных медицинских учреждениях. Некоторые другие награды: кавалерский крест ордена «Polonia Restituta», Серебряный Крест Заслуги, Бронзовый Крест Заслуги, Бронзовая медаль «Заслуженным на поле Славы», Грюнвальдский знак, Медаль «За Варшаву 1939—1945», Медаль «Победы и Свободы», Медаль «За участие в боях за Берлин», Бронзовая медаль «За заслуги при защите страны» | [ WMPP 43 ] [ 11 ] |
| 44  | Юзефа Ющак (Józefa Juszczak)                                                    | 1914—2003  | 1979 | Во время войны работала в варшавских госпиталях. Неоднократно была донором крови для раненных. Участница подполья. Проводила подпольное обучение оказанию первой помощи. Принимала участие в организации продуктовых передач узникам концлагерей и пленным. После войны организовала амбулаторию в Свеце, работала в медицинском воеводском комиссариате в Быдгоще. Занималась организацией гигиенических пунктов в школах. Некоторые другие награды: кавалерский крест ордена «Polonia Restituta», Серебряный Крест Заслуги, Бронзовый Крест Заслуги | [ WMPP 44 ]        |
| 45  | Ирена Ковальская (Irena Kowalska)                                               | 1911—1996  | 1979 | В 1930—1939 годах работала в педиатрической клинике в Варшаве. 17 сентября 1939 года в составе своей части попала в советский плен и была выслана в глубь СССР. В феврале 1942 года освобождена из плена и вступила в ряды армии Андерса. С армией прошла через Иран, Ирак, Палестину до Египта. Служила инфекционной медсестрой, а затем операционной медсестрой. В 1944 участвовала в высадке на Корсике, Сицилии и в Сардинии, в боях за Бари и Монте-Кассино. Войну закончила в госпитале в Бояно. В составе III военного госпиталя служила в Англии. После возвращения в Польшу работала в Ольштыне. Некоторые другие награды: кавалерский крест ордена «Polonia Restituta», Серебряный Крест Заслуги, Крест «За Монте Кассино», Медаль «Победы и Свободы» | [ WMPP 45 ] [ 12 ] |
| 46  | Станислава Круль (Stanisława Król)                                              | 1904—?     | 1979 | Во время войны руководила санитарным железнодорожным пунктом. Затем организовывала медицинскую помощь пленным. Помогала сбежавшим из лагерей, раненным и законспирированным. Организовала склад медикаментов и материалов для подполья. После войны работала в хирургической клинике и на скорой помощи. Некоторые другие награды: кавалерский крест ордена «Polonia Restituta», Крест Храбрых | [ WMPP 46 ]        |
| 47  | Эльжбета Лохман (Elżbieta Lohman)                                               | 1918—1988  | 1979 | В 1940—1943 в подполье, член организаций Союз вооружённой борьбы и Армия Крайова. Организовывала пункты медицинской помощи в Ясле, Кросно, Саноке. Арестована и отправлена в Аушвиц, где подвергалась псевдо-медицинским экспериментам. В лагере участвовала в организации медицинской помощи женщинам-узницам и детям. Освобождена в феврале 1945 и принята в звании хорунжего на службу в госпитале в Люблине. После войны работала в Кракове. В 1946 году организовала первый в Бельско-Бялой детский сад. Работала в инфекционной больнице в Сопоте, туберкулёзном диспансере в Бельско-Бялой и других лечебных учреждениях. Некоторые другие награды: Медаль «За участие в боях за Берлин» | [ WMPP 47 ]        |
| 48  | Янина Чая (Janina Czaja)                                                        | 1921—2006  | 1983 | В начале войны призвана на военную службу и направлена в состав санитарного поезда на линии Львов-Пшемысль. В сентябре 1939 года попала в советский плен вместе с поездом. Работала на лесоповале под Архангельском. В качестве добровольца присоединилась к армии Андерса. Служила в инфекционном госпитале в Гузаре, где заразилась тифом. Вместе с госпиталем эвакуирована в Пехлеви (Персия). Прошла Ирак, Палестину, Египет. В 1943 на фронте при Монте-Кассино. Прошла всю Итальянскую кампанию 2-го корпуса. После войны, в звании поручика, служила в польских частях в Великобритании. После возвращения в Польшу продолжила работу в медицинских учреждениях. В отставку вышла в чине подполковника медицинской службы. Некоторые другие награды: офицерский крест ордена «Polonia Restituta», кавалерский крест ордена «Polonia Restituta», Золотой Крест Заслуги, Крест «За Монте Кассино», Африканская звезда, Итальянская звезда | [ WMPP 48 ] [ 13 ] |
| 49  | Ванда Любоиньская (Wanda Luboińska)                                             | 1916—2008  | 1983 | В начале войны организовала в Варшаве пункт помощи раненым. Участник подполья. Лечила раненых партизан. У неё дома располагался пункт связи Армии Крайовой. После войны участвовала в организации и работе медицинских учебных учреждений. Некоторые другие награды: кавалерский крест ордена «Polonia Restituta», Серебряный Крест Заслуги, Юбилейная медаль «10 лет Народной Польши» | [ WMPP 49 ]        |
| 50  | Ванда Журавская (Wanda Żurawska)                                                | 1903—1996  | 1985 | Работала в церковных госпиталях и клиниках Варшавы. Во время оккупации организовала помощь раненным солдатам Армии Крайовой. Участвовала в акциях подполья. Несколько раз арестовывалась гестапо. Во время восстания организовывала продуктовое обеспечение и медицинскую помощь арестованным немцами заложникам. В январе 1945 организовала полевой медицинский пункт на развалинах Варшавы. До 1950 продолжала работу в госпиталях при монастыре, пока они не были национализированы. Монашка братства Божьего милосердия святых Винцента и Павла. Некоторые другие награды: кавалерский крест ордена «Polonia Restituta», Золотой Крест Заслуги, Варшавский повстанческий крест | [ WMPP 50 ]        |
| 51  | Янина Похорецкая (Janina Pohorecka)                                             | 1901—1986  | 1985 | В начале войны организовала в Варшаве пункт помощи раненым. Участник Армии Крайовой. Во время восстания организовала полевой госпиталь в Пясечно. В 1946 участвовала в организации медицинской школы в Быдгощи. Затем была заместителем старшей медсестры в клинике Медицинской Академии в Гданьске. Позднее работала в системе медицинского образования и контроля. Некоторые другие награды: кавалерский крест ордена «Polonia Restituta», Золотой Крест Заслуги, Медаль «За участие в оборонительной войне 1939 года» | [ WMPP 51 ]        |
| 52  | Ирена Романовская (Irena Romanowska)                                            | 1915—1993  | 1987 | В начале войны работала в полевых госпиталях в Варшаве. Участник Армии Крайовой. Участвовала в диверсионной и пропагандистской деятельности. В своём доме содержала пункт связи и радиостанцию. Во время восстания организовала помощь раненным. После поражения восстания в лагере Stalag IVB в Цайтхайне. После войны работала в Ломже и Белостоке. Некоторые другие награды: Бронзовый Крест Заслуги | [ WMPP 52 ]        |
| 53  | Валерия Пенская (Waleria Pęska)                                                 | 1914—1996  | 1987 | В Гузаре присоединилась добровольно к Армии генерала Андерса. Работала в инфекционном отделении. Во время Итальянской компании была санитаркой поля боя. Участвовала в сражении при Монте-Кассино, где в результате контузии частично потеряла слух. После войны в Италии в госпитале для польских детей. Затем в Швеции в польском роддоме. В 1947 году вернулась в Польшу. Работала во Вроцлаве, в том числе в отделении хирургии и отделении септической гинекологии. Некоторые другие награды: Золотой Крест Заслуги, Серебряный Крест Заслуги с мечами, Крест «За Монте Кассино», Медаль «Победы и Свободы», Медаль Армии, Итальянская звезда, Медаль войны 1939—1945 | [ WMPP 53 ]        |
| 54  | Хелена Рабовская-Виткевич (Helena Rabowska-Witkiewicz)                          | 1918—1994  | 1987 | После начала войны начала работу в военном Уяздовском госпитале. Была ранена, но не покинула место работы. Член Армии Крайовой. Оказывала помощь тихотёмным. Во время восстания организовывает пункты первой помощи, в том числе сдаёт свою кровь. После падения Мокотува, в лагере Dulag 121 в Прушкове. После войны организовывала медицинскую службу на Жулавах. Один из организаторов медсестринского самоуправления. Некоторые другие награды: кавалерский крест ордена «Polonia Restituta», Серебряный Крест Заслуги, Варшавский повстанческий крест, Медаль «За участие в оборонительной войне 1939 года» | [ WMPP 54 ]        |
| 55  | Магдалена Пусловская-Овчарек (Magdalena Pusłowska-Owczarek)                     | 1900—1990  | 1987 | С 1919 года работала в детдоме для младенцев. Затем работала в госпитале Преображения господнего и Военном эпидемическом госпитале в Познани, затем работала в варшавских госпиталях. В 1939 служила санитаркой во фронтовых лазаретах под Млавой. После сдачи столицы работала в госпитале при лагере для военнопленных в Беньяминове. Рискуя собственной жизнью, вывезла под тюками соломы несколько сот вылечившихся раненных. Принимала участие в Варшавском восстании. После войны работала в Силезии. Некоторые другие награды: кавалерский крест ордена «Polonia Restituta», Золотой Крест Заслуги, Варшавский повстанческий крест, Золотая медаль «За заслуги при защите страны» | [ WMPP 55 ]        |
| 56  | Янина Хофман (Janina Hofman)                                                    | 1922—2001  | 1989 | После 17 сентября 1939 года вывезена с семьёй в Сибирь. После удачного побега сумела закрепиться в Москве. Позднее арестована и вывезена в Проскуров. Во время эвакуации тюрьмы сумела сбежать и присоединиться к семье. В 1941 году присоединилась к санитарной службе в Армии Андерса. Сначала служила в госпитале 7-й пехотной дивизии в Кемине, во время эпидемии тифа и дизентерии. Вместе с армией прошла боевой путь до Монте-Кассино. Вернулась в Польшу в 1948 году. Работала на скорой помощи, а также в госпитале в Тарнобжеге. Некоторые другие награды: кавалерский крест ордена «Polonia Restituta», Крест Храбрых, Крест «За Монте Кассино», Медаль «Победы и Свободы», Медаль Армии, Итальянская звезда | [ WMPP 56 ]        |
| 57  | Ванда Осовская (Wanda Ossowska)                                                 | 1912—2001  | 1989 | До войны работала в санатории во Львове, на Лычакове. После начала войны призвана как операционная сестра в полевой госпиталь № 604. Член Союза вооружённой борьбы / АК с 1939 года. Летом 1940 арестована НКВД. Содержалась в тюрьмах Бригидки и на Замарстынове. Освобождена после взятия Львова немцами. Вновь приступила к конспиративной работе. Перебралась в Варшаву. В 1942 арестована гестапо и заключена в Павяке. Приговорена к смерти. В 1943 переведена в Майданек. В лагере работала санитаркой, спасала узников во время эпидемии тифа. В 1944 отправлена в Аушвиц. Эвакуирована в Равенсбрюк, а затем в Neustadt-Gleve. Освобождена американскими войсками 2 мая 1945 года. 23 мая прибыла в Варшаву и попала под следствие УБ. В 1946—1968 годах работала в ортопедической больнице. Получила образование радиологического техника. На этой должности работала до 1986 года, когда вышла на пенсию. В 1987 в Майданеке встречалась с папой Иоанном Павлом II. Некоторые другие награды: кавалерский крест ордена «Polonia Restituta», Крест Армии крайовой, Золотой Крест Заслуги с мечами, Военный крест заслуги, Крест Храбрых, Крест Узников фашистских концлагерей, Медаль «Победы и Свободы» | [ WMPP 57 ]        |
| 58  | Элеонора Сьверчик (Eleonora Świerczek)                                          | 1917—2003  | 1989 | С 1942 санитарка партизанских отрядов в районе Тарнува. В своём доме организовала пункт питания и помощи раненным. По распоряжению командования переехала во Львов. Участвовала в сражении под Ямной в 1944 году. После войны работала в противотуберкулёзном диспансере. Занималась медицинской организационной деятельностью. | [ WMPP 58 ]        |
| 59  | Алисья Жых (Alicja Zych)                                                        | род. 1925  | 1989 | До 1944 года член Армии Крайовой, связная, санитарка, организатор тайного медицинского учреждения. В 1945 году стала санитаркой в 17-м полевом госпитале I армии Войска Польского. Прошла боевой путь от Варшавы до Берлина. В июле 1945 вернулась в Польшу. После войны работала в госпиталях Варшавы и Кракова. Некоторые другие награды: кавалерский крест ордена «Polonia Restituta», Партизанский крест, Медаль «За Варшаву 1939—1945», Медаль «За Одру, Нису и Балтику», Медаль «Победы и Свободы», Медаль «За участие в боях за Берлин», Грюнвальдский знак | [ WMPP 59 ]        |
| 60  | Ядвига Омыйло ( Jadwiga Omyłło)                                                 | род. 1923  | 1989 | Жила в Новограде-Волынском. В 1941 призвана в Красную Армию. В 1943 переведена во 2-й полевой госпиталь I пехотной дивизии им. Костюшко. Прошла боевой путь от Ленино до Берлина. После войны работала в 4-м клиническом военном госпитале во Вроцлаве. Организатор медицинской деятельности. Некоторые другие награды: кавалерский крест ордена «Polonia Restituta», Крест Храбрых, Золотой Крест Заслуги, Серебряный Крест Заслуги, Бронзовый Крест Заслуги, бронзовая медаль «За заслуги при защите страны» | [ WMPP 60 ] [ 14 ] |
| 61  | Станислава Фрончак-Карольчук (Stanisława Fronczak-Karolczuk)                    | род. 1922  | 1989 | В начале войны в советском плену. Вывезена в Сибирь. Работала в госпитале. В 1943 добровольцем присоединилась к I пехотной дивизии им. Костюшко. Служила в полевом госпитале № 2. Прошла боевой путь от Ленино до Берлина. После войны в окружном госпитале 4-го округа во Вроцлаве. Затем в Центральном госпитале Министерства Обороны. Проявила большую смелость во время эпидемии оспы во Вроцлаве в 1963 году. Некоторые другие награды: кавалерский крест ордена «Polonia Restituta», Золотой Крест Заслуги, Медаль «За Варшаву 1939—1945», Медаль «За Одру, Нису и Балтику», Медаль «Победы и Свободы», Медаль «За участие в боях за Берлин», Юбилейная медаль «40 лет Народной Польши», Грюнвальдский знак, Почётный знак сибиряка | [ WMPP 61 ]        |
| 62  | Дорота Сьцигайло (Dorota Ścigajło)                                              | 1915—?     | 1991 | В 1931—1938 годах работала в повятовом госпитале в Коссове-Полеском. С 1936 года была также инструкторов в Дрохичине. После начала войны участвовала в обороне Бреста-над-Бугом. После уничтожения госпиталя вражеской авиацией, перенесла свою деятельность в Кобрин. Обвинялась НКВД в помощи в побегах выздоравливающих польских пленных, а гестапо в помощи партизанам и евреям. Была арестована и теми, и теми. После освобождения работала в Опатувеке. После выхода на пенсию опекала детский дом в Лискуве. | [ WMPP 62 ]        |
| 63  | Халина Михальская (Halina Michalska)                                            | 1927—2011  | 1991 | Член Армии Крайовой. Во время Варшавского восстания была санитаркой и связной, сначала на Воли, потом в Кампиносской пуще. Принимала участие в эксгумации убитых в Пальмирах, участвовала в Датской миссии по отправке сирот на лечение в Данию. С 1947 работала в повятовом госпитале в Макуве-Мазовецком. Некоторые другие награды: кавалерский крест ордена «Polonia Restituta», Варшавский повстанческий крест, Крест Армии крайовой, Медаль «За Варшаву 1939—1945», Медаль «Победы и Свободы» | [ WMPP 63 ]        |
| 64  | Евгения Мария Бинцер (Eugenia Maria Binzer)                                     | 1911—1999  | 1993 | Была преподавателем в Школе сестринского дела, затем руководителем операционного блока в отделении ЛОР в университетской клинике. С 1934 года член Сестринского Корпуса ПКК на действительной службе в Варшаве. После начала войны она была назначена на должность заместителя начальника Школы медсестер ПКК в Варшаве. В военном госпитале в Уяздуве организовала Хирургический госпиталь. Присоединилась к Армии Крайовой и организовала, среди прочего, доставку лекарств и принадлежностей в тюрьму Павяк. Организовывает 1,5-летний курс санитарок подполья. Её дом в деревне был убежищем для военнопленных, беженцев из лагерей и евреев. Организовала детский дом для детей, чьи отцы были арестованы немцами. После войны организовала отделение ПКК в Оструди. В 1958 году проводит однолетний фельдшерский курс в Военном колледже. Она также работала в амбулатории и в Главном совете Польского Красного Креста в Варшаве. Действительный член Польской ассоциации медсестер ПКК. Некоторые другие награды: кавалерский крест ордена «Polonia Restituta», Крест Храбрых, Медаль «За Варшаву 1939—1945», Медаль «За участие в оборонительной войне 1939 года», Знак «Хрустальное сердце» | [ WMPP 64 ]        |
| 65  | Ирена Фабьяньская (Irena Fabiańska)                                             | 1916—2002  | 1993 | С декабря 1939 года работала главой операционного отделения в «Доме здоровья» в Кракове, где скрывалась часть профессорского состава Ягеллонского университета, избегая отправки в лагеря. В 1943 году присоединилась к Армии Крайовой. Вовремя предупреждённая о грозящем аресте, ей удалось добраться до партизан в Горце. Проводила подпольные курсы оказания первой помощи. Работала в качестве связной и медсестры. Она организовала медицинскую помощь, готовила перевязочный материал и помогала раненным партизанам. После войны она организовала сестринское образование в Силезии. Была руководителем теоретической подготовки в Государственной школе медсестер и акушерок в Семяновице-Слёнске. Организовала курсы по уходу за детьми в Бытоме. Участвовала в неофициальной группе медсестер со всей страны. Некоторые другие награды: кавалерский крест ордена «Polonia Restituta», Золотой Крест Заслуги, Серебряный Крест Заслуги | [ WMPP 65 ]        |
| 66  | Вацлава Каменьская (Wacława Kamieńska)                                          | 1922—?     | 1993 | С начала войны оказывала помощь раненным солдатам и гражданским в госпитале св. Троицы, амбулатории имени М.Рея и отделах ПКК в Пётркуве-Трыбунальском. Участвовала в конспиративной деятельности (Армия Крайова), передавая сообщения, амуницию и т. п. При оказании помощи евреям из гетто, заболела тифом. В 1944 году начинает работу в поликлинике в Пётркуве-Трыбунальском. Окончила школу санитарок Армии Крайовой. В 1945 поступает на службу в полевой госпиталь. Принимала участие в испытаниях датско-шведских материалов против туберкулёза. Много сил вкладывала в обучение молодых медсестёр. Некоторые другие награды: Серебряный Крест Заслуги с мечами | [ WMPP 66 ]        |
| 67  | Богдана Милослава Киевская (Bohgana Miłosława Kijewska)                         | 1915—2006  | 1993 | Начала свою профессиональную карьеру в 1939 году в Центре социального страхования в Радоме. С сентября 1939 года работает в Военном госпитале. Помимо профессиональной работы занимается информированием семей раненых солдат. После закрытия немцами больницы заботится о перемещённых лицах из Познани и Поморья. Она была членом подполья в ZWZ и AK. Проводит подпольные курсы в Радоме, обучая выживанию и первой помощи раненым. Студенты этих курсов были фельдшерами и связными. Организует подпольную больницу для военнопленных. После освобождения в 1945 году работала в муниципальной больнице в Радоме в качестве медсестры отделения, в качестве инструктора в центре ПКК, инструктора по сестринскому делу, учителя сестер скорой медицинской помощи ПКК, младших медсестер. С 1954 года была директором учебного центра медсестер ПКК, а затем директором детского сада при металлургическом комбинате в Радоме. С 1960 года и до выхода на пенсию работала медсестрой отделения в Государственном доме социального обеспечения. Некоторые другие награды: кавалерский крест ордена «Polonia Restituta», Серебряный Крест Заслуги, Варшавский повстанческий крест, Медаль «За участие в оборонительной войне 1939 года», Знак 1000-летия Польского государства | [ WMPP 67 ]        |
| 68  | Янина Пажницкая (Janina Parżnicka)                                              | 1909—1998  | 1993 | Начала работать на табачной фабрике в Радоме, как медсестра-лаборантка. В сентябре 1939 года служила в полевой больнице № 110 и 105 в Польше и Румынии. В лагере военнопленных польских лётчиков, в дополнение к сестринским обязанностям, занималась переделкой удостоверений личности на девичьи фамилии матерей лётчиков, перелицовкой формы на гражданский лад, для организации побегов. Вернувшись в Радом, присоединилась к подпольной работе, за которую была арестована гестапо, но благодаря жребию, избежала расстрела. После войны вернулась на работу на табачной фабрике. Бывший председатель Комитета женщин при Президиуме окружного профсоюзного совета, в Управлении женской лиги, в Совете работников пищевой и сахарной промышленности, член Союза борцов за свободу и демократию. Некоторые другие награды: кавалерский крест ордена «Polonia Restituta», Бронзовый Крест Заслуги, Медаль «Победы и Свободы» | [ WMPP 68 ]        |
| 69  | Ева Беднарчик (Ewa Bednarczyk)                                                  | 1924—?     | 1995 | Во время войны она была членом AK. Активно работала в Табаришках (повят Солечники, сейчас Литва), в больнице Армии Крайовой в Онжадово (гмина Тургеле, сейчас Белоруссия) и Колонии-Колейовой, недалеко от Вильно. В январе 1944 года, при попытке пересечь линию фронта, была арестована НКВД и сослана в Сибирь, а затем в Казахстан. В ссылке участвовала в спасении больных и раненых. Вернувшись в Польшу в 1955 году, начала работать медсестрой отделения в больнице в Гожуве-Велькопольском. | [ WMPP 69 ]        |
| 70  | Ирена Чижыцкая (Irena Czyżycka)                                                 | 1919—2001  | 1995 | В начале войны была мобилизована в качестве медсестры скорой помощи и доставляла раненых в Уяздовский госпиталь в Варшаве. Работала там же медсестрой в хирургическом отделении до августа 1944 года, когда её отправили в лагерь Аушвиц, затем в Равенсбрюк, Бухенвальд и штрафной лагерь в Магалебурге. После войны работала в повятовой больнице в Сокулке, в санатории в Крынице-Здруй, а затем в III клинике внутренней медицины Медицинской академии в Кракове. С 1958 года служила на руководящих постах в службе здравоохранения Катовице. Некоторые другие награды: офицерский крест ордена «Polonia Restituta», кавалерский крест ордена «Polonia Restituta», Серебряный Крест Заслуги, Варшавский повстанческий крест, Крест Узников фашистских концлагерей | [ WMPP 70 ]        |
| 71  | Рахеля Хутнер (Rachela Hutner)                                                  | 1909—2008  | 1995 | Начала свою профессиональную карьеру медсестрой в хирургическом отделении в еврейской больнице по ул. Дворской 17 и в то же время инструктором Школы медсестер. В 1938 году получила стипендию, которая позволила уехать в Лондон, учиться в окружной сестринской ассоциации Уиллесдена (Quiens Institute of District Nursing). Когда началась война в 1939 году, её статус был изменён на статус штатного сотрудника — медсестры. Из-за отсутствия возможности нострифицировать диплом, она решила учиться в Школе сестринского дела в госпитале Southend-on See General Hospital. В 1940 году во время бомбардировок Лондона активно участвовала в оказании помощи раненым. В 1944 году получила полные права на работу в качестве медсестры. Устроилась на работу в качестве терапевтической сестры, затем в качестве медсестры в отделении радиологии и острых состояний в больнице Эссекса и Санкт-Джеймс в Лондоне. Снова получила стипендию на поездку в США. Не вернулась в Польшу. Её родственники погибли от рук оккупанта. Будучи специальным учеником, она училась на кафедре педагогики сестринского дела в Университете Уэйна в Детройте. В Польшу вернулась в 1948 году. Устроилась на работу в отдел сестринского дела Министерства здравоохранения и социального обеспечения. Способствовала созданию Учебного центра медицинских сестер и заняла пост директора. В 1956 году центр был преобразован в учительский колледж медицинских школ, которым она управляла. В 1960-х годах был создан Центр развития среднего медицинского персонала. Его задача заключалась в подготовке кадров для новых методов обучения медсестер. В 1962 году центр был преобразован в Центральный центр развития среднего медицинского персонала с четырьмя отделениями на местах. В 1960 году получила трёхмесячную стипендию от Фонда Рокфеллера. Цель состояла в том, чтобы узнать об образовательных программах европейских медсестер и профессиональной деятельности сестринских ассоциаций в Дании, Швеции и Финляндии. В 1964 году. она участвовала в курсе администрации сестринского дела, организованном Всемирной организацией здравоохранения (ВОЗ) и датской службой здравоохранения в Дании. В 1965 году. Польское общество сестринского ухода рекомендовало Хутнер в качестве члена Комиссии Международного совета медсестер (ICN). На Конгрессе в Мюнхене была принята в Комиссию. В ICN провела два срока. Также была экспертом в Всемирной организации здравоохранения до 1968 года. Способствовала началу исследований в области сестринского дела и созданию медсестринского факультета Медицинской академии в Люблине. Была соавтором учебной программы в области организации и управления медсёстрами, читала эту тему на протяжении многих лет. Написала два учебника, «Учебник для медсестер» (1958 г.) и «Специализация по сестринскому делу» (1962 г.). В 1970 году вышла на пенсию. 27 апреля 1995 года получила степень почетного доктора, присуждённую Медицинской академией в Люблине. Это было первое событие такого типа в европейском масштабе. Похоронена на еврейском кладбище в Варшаве. Некоторые другие награды: Крест командорский со звездой ордена «Polonia Restituta», кавалерский крест ордена «Polonia Restituta», Золотой Крест Заслуги, Серебряный Крест Заслуги, Медаль Комиссии Народного Образования, Юбилейная медаль «30 лет Народной Польши» | [ WMPP 71 ]        |
| 72  | Анна Ижицкая-Ковальская (Anna Iżycka-Kowalska)                                  | 1905—2002  | 1995 | После окончания Варшавской школы сестринского дела (октябрь 1929 года), начала работать в Первом центре здоровья в Варшаве по ул. Пулавская 91. Участвовала в Национальном конгрессе Польской ассоциации профессиональных медсестер в Варшаве в 1929 году. Участие в Конгрессе привело к предложению заняться социальной медсестрой в Станиславове. Покинула Варшаву, чтобы стать руководителем Центра здоровья и школьной гигиены. Центр существовал только в планах. 1 февраля 1930 года был официально открыт муниципальный центр здоровья. После двухлетнего пребывания в Украине 30 сентября 1931 года возвращается в Варшаву. В начале 1932 года она вернулась на работу в первый медицинский центр. Стала инициатором слияния Департамента социального обеспечения с Департаментом здравоохранения и введения десяти центров здоровья. С 1935 по 1938 год работала начальником отдела амбулаторного ухода в Департаменте здравоохранения и социального обеспечения. Во время оккупации снова возглавляла отдел социального обеспечения и Центр здоровья на ул. Пулавская 91, участвовала в подпольной работе, помогая семьям заключённых, скрывая заключённых и евреев. Организовала тайные занятия, летние лагеря, уход за детьми. Стала связной между местными центрами здравоохранения и социального обслуживания и военной ячейкой в Департаменте здравоохранения. Во время Варшавского восстания организовала сбор перевязочных материалов, доставляла перевязочные материалы, одежду, одеяла. Работала в санитарном пункте на Пулавской 91, перевязочном пункте на ул. Пилицкой 25. Эти пункты сотрудничали с больницей сестёр-эльжбетанок. После войны в 1949 году вернулась в Департамент здравоохранения и социального обеспечения. В 1949—1951 годах была начальником курсов подготовки к государственному экзамену для медсестер и акушерок. В 1951—1967 годах была директором Национальной школы медсестер. В 1967 году ушла на пенсию. Некоторые другие награды: кавалерский крест ордена «Polonia Restituta», Золотой Крест Заслуги, Варшавский повстанческий крест, Медаль «За участие в оборонительной войне 1939 года», Медаль Комиссии Народного Образования, Заслуженный деятель культуры Польши | [ WMPP 72 ]        |
| 73  | Янина Мизерская (Janina Mizerska)                                               | 1909—1999  | 1997 | Начала свою профессиональную работу в Ортопедической больнице в Сважендже, затем в Кракове, и Торуни. С 1935 года работает старшей медсестрой в антитуберкулёзной клинике в Познани, а также является инструктором в Школе медсестер ПКК. В сентябре 1939 года отступает до Варшавы, где работает в полевых госпиталях. После капитуляции Варшавы возвращается в Познань, работает в Sitten Polizei Ситтен Полицей (Гражданской полиции), и помогает женщинам, попавшим в облаву и принуждаемом работать в публичном доме для немецкой армии. В 1943 году убегает в Варшаву — является офицером связи Санитарного управления, готовит персонал медсестер, оказывает санитарную и защитную помощь. В 1944 году по немецкому заказу готовит транспорт в немецкий лагерь Stalag XI A в Алтенграуве, где руководит 11 медсестрами — они заботятся о 600 раненых. В декабре 1944 года отправляется в женский лагерь Stalag VI C в Оберлангене. После освобождения лагеря, получает направление в военную больницу в Англии, затем работает в польских больницах в Германии. В 1946 году начала работать в Щецине в качестве инструктора-медсестры, организует курсы первой помощи, школу медсестер и больницу ПКК. В 1950 году заняла пост воеводской медсестры по вопросам матери и ребёнка, в 1956 году становится воеводской медсестрой в Гданьске. Некоторые другие награды: кавалерский крест ордена «Polonia Restituta», Варшавский повстанческий крест, Партизанский крест, Медаль «За участие в оборонительной войне 1939 года», Медаль «За Варшаву 1939—1945», Медаль «Победы и Свободы», Юбилейная медаль «40 лет Народной Польши», Грюнвальдский знак, Заслуженный деятель культуры Польши | [ WMPP 73 ]        |
| 74  | Паулина Пальчак (Paulina Palczak)                                               | 1921—?     | 1997 | Начинала с работы в сельском центре здоровья в Козловой, затем в больнице для гражданских лиц и солдат. После нападения немцев остаётся в больнице с небольшой группой медсестёр без врача. Самостоятельно принимает решения и проводит спасательные процедуры. Во время Второй мировой войны работала в Козловой, Рогатине, Брежанах. Помогала мирным жителям и солдатам. Заботилась о больных во время эпидемий тифа и столбняка. В 1945 году в Хойнуве, куда переехала в ходе репатриации, организовала больницу, ликвидированную через год из-за нехватки средств. В 1947 году переезжает в Згожелец. В 1953 году начала работать в антитуберкулёзной больнице в качестве старшей отделения. Затем работала на станции скорой помощи в районной больнице в Хойнуве. | [ WMPP 74 ]        |
| 75  | Ванда Моенке (Wanda Moenke)                                                     | 1908—2002  | 1999 | С 1935 года работала в детской больнице имени Кароля и Марии в районе Воля в Варшаве. Во время войны продолжала работать, ухаживая за больными и ранеными детьми и солдатами. Во время Варшавского восстания больница служила полевым госпиталем. Когда немцы подожгли больницу, спасала детей и больных. Извлекала уцелевший инструмент и материалы из развалин больницы. Действуя в АК, собирала лекарства, перевязочный материал, еду и вела секретные санитарные курсы. После переезда в Вольскую больницу стала старшей медсестрой. После подавления восстания ухаживали за детьми, повстанцами и местным населением в импровизированной больнице во Влодзимеруве около Пётркува, после закрытия которого перевезла детей и сотрудников в Варшаву, где организовала дом матери и ребёнка. После войны работала в Варшаве на кафедре детских болезней по ул. Литовский (как сестра отделения) и в школе сестринского дела (как инструктор). Некоторые другие награды: кавалерский крест ордена «Polonia Restituta», Серебряный Крест Заслуги, Варшавский повстанческий крест, Медаль «За участие в оборонительной войне 1939 года» | [ WMPP 75 ]        |
| 76  | Мария Паства (Maria Pastwa)                                                     | 1919—1998  | 1999 | В начале войны находилась на фронте Люблин — Замосць, затем в городской больнице в Гродно. Будучи членом Армии Крайовой в Варшаве, обучала будущих медсестер. Во время Варшавского восстания работала в санитарном пункте, организованном ею в Боернуве, где обучала группу девочек на медсестер, а после падения восстания в деревне Кистення организовала санитарный пункт. После войны работала в Лодзи сначала в клинике гинекологии и акушерства, затем с 1954 года, как инструктор и инспектор по уходу за больными на амбулаторном лечении при отделе здравоохранения. Возглавляла Центр повышения квалификации медицинского персонала. Некоторые другие награды: кавалерский крест ордена «Polonia Restituta», Золотой Крест Заслуги, Варшавский повстанческий крест, Крест Армии Крайовой | [ WMPP 76 ]        |
| 77  | Иоанна Халина Сичек (Joanna Halina Siczek)                                      | 1915—2003  | 1999 | Начала работать с началом войны в Сухедниёве в санитарной колонне ПКК, проведя вакцинации против тифа. Будучи гигиенистом в Центральном совете по вопросам благосостояния в Варшаве, занималась детьми и подростками семей военных, которые находились в трудных условиях. Была активна в Военной службе женщин Армии Крайовой, проводя тайные тренировки в области санитарной службы. В 1944 году заняла должность отделенческой медсестры департамента в подпольной школе медсестер и акушерок по ул. Каровой. Во время Варшавского восстания организовала операционный зал в повстанческом госпитале, под огнём доставляла воду в больницу из отдалённого колодца. После падения восстания организовала эвакуацию больницы в Stalag IV B в Зейтхайн, и там создала больницу, оценённую PCK как примерное учреждение. В 1945 году в Торуни организовала больницу для возвращавшихся заключённых. Работала в медицинских школах, была автором учебников для медсестер. Некоторые другие награды: Варшавский повстанческий крест | [ WMPP 77 ]        |
| 78  | Янина Сенкевич-Сойка (Janina Sienkiewicz-Sojka)                                 | 1916—?     | 1999 | В начале войны пришла добровольцем в больницу Мальтийского ордена. После того, как больница была захвачена немцами, осталась со статусом интернированной, чтобы помогать польским военнопленным. Была активисткой в Армии Крайовой. Проводила секретную подготовку для фельдшеров, собирала лекарства и расходный медицинский материал. Во время Варшавского восстания работала медсестрой отделения в филиале Мальтийской больницы по ул. Сенаторской. После войны заботилась о больных в заброшенной больнице в Мендзыржеце. До конца своей профессиональной деятельности выполняла ответственные функции. Некоторые другие награды: кавалерский крест ордена «Polonia Restituta», Варшавский повстанческий крест, Крест Армии Крайовой, Медаль «За участие в оборонительной войне 1939 года», Медаль «За Варшаву 1939—1945», Медаль Родла, Грюнвальдский знак | [ WMPP 78 ]        |
| 79  | Аполония Долиньская (Apolonia Dolińska)                                         | 1919—?     | 2001 | Свою первую работу получила в детском доме для малышей ксёндза Бодуэна в Варшаве. После начала войны, как разведчик, принимала участие в деятельности харцерских подпольных отрядов в Варшавском школьном округе и работала в полевом госпитале на ул. Коперника. Являясь членом «Серых шеренг», Союза вооружённой борьбы и Армии Крайовой, была медсестрой, офицером связи и инструктором для работы в санитарных патрулях. Была арестована в начале Варшавского восстания и отправлена в лагерь в Аушвице, где работала в лагерном госпитале, спасая многих людей от газовой камеры. После войны работала начальником отдела по уходу за матерью и ребёнком в муниципальном департаменте здравоохранения и социального обеспечения, руководителем по проведению вакцинации БЦЖ в провинциальной антитуберкулезной амбулаторной клинике, инструктором по вакцинации на санитарно-эпидемиологической станции. Активно участвовала в работе Польской ассоциации медсестер. Некоторые другие награды: Золотой Крест Заслуги, Варшавский повстанческий крест, Крест Армии Крайовой, Крест Узников фашистских концлагерей, Партизанский крест, Крест Акции «Буря», Грюнвальдский знак | [ WMPP 79 ]        |
| 80  | Данута-Йозефа Галкова-Сьлёнжак (Danuta Józefa Gałkowa-Ślązak)                   | род. 1924  | 2001 | Во время сентябрьской кампании волонтёр для помощи в Преображенской больнице в Варшаве и дежурная по вопросам санитарии и срочной помощи. Член Союза вооружённой борьбы и Армии Крайовой. В Варшавском восстании была командиром санитарного патруля и медсестрой. Она вытащила 21 тяжелораненых повстанцев из горящей больницы и спряталась с ними в подвале. В течение 36 дней, в одиночестве, без воды, пищи, медикаментов и повязок, она спасала своих подопечных. После восстания работала в Малей Вси близ Равы Мазовецкой. После войны работала на социальной работе в Главном совете Польского Красного Креста, проводила сестринскую деятельность. Некоторые другие награды: Серебряный крест ордена «Virtuti militari», командорский крест ордена «Polonia Restituta», офицерский крест ордена «Polonia Restituta», кавалерский крест ордена «Polonia Restituta», Крест Храбрых, Варшавский повстанческий крест, Крест Армии Крайовой | [ WMPP 80 ]        |
| 81  | Ядвига Вонсович (Jadwiga Wąsowicz)                                              | 1918—?     | 2001 | Начала работу медсестры в больнице в Любартуве (1939—1945), проявив исключительную храбрость и жертвенность, заботясь о больных во время военных операций, особенно когда немцы изгнали больных и сотрудников из здания больницы. Ухаживая за больными во время эпидемии тифа, заразилась им. Предоставляла партизанам лекарства и перевязочный материал и проводила секретные санитарные курсы в области оказания первой помощи. Занималась социальной деятельностью в медицинских учреждениях. Бывший председатель Польского общества сестринского дела, председатель Комитета по аудиту и член Польского объединённого профсоюза работников. Некоторые другие награды: Золотой Крест Заслуги, Крест Армии Крайовой | [ WMPP 81 ]        |
| 82  | Марианна Фокс (Marianna Foks)                                                   | 1919—2009  | 2001 | Начала работать в 1935 году, после того, как её мать заболела и была отправлена в больницу в Скернёвице, где увлеклась медсестринской работой. При посещение матери оказывала посильную помощь другим пациентам. Это заметили медсестры — религиозные монахини, работающие в этой больнице. Получила предложение о работе санитаркой в 16 лет. В этой больнице проработала, пока не ушла на пенсию. В начале войны в 1939 году, когда в больницу стало поступать большое число больных и раненых, Марианне доверяли обязанности медсестры в септической операционной и залах ухода. В период оккупации занималась подпольной деятельностью в Армии Крайовой. Прятала раненых солдат от немецких жандармов, спасала их жизни, имитировала их смерть и отправляла в прозекторскую. Организовала побег раненых солдат, снабжая их одеждой и передавая их в следующие пункты сети спасения. Обучала партизанских фельдшеров, принимала участие в партизанских действиях. Партизанским отрядам АК предоставляла лекарства, перевязочный материал и хирургические инструменты. После войны она продолжала работать в больнице Скернёвице в качестве операционной медсестры в хирургическом отделении. В 1946 году закончила обучение ПКК и получила сертификат медсестры ПКК. 6 декабря 1952 года получила диплом медсестры и право заниматься профессиональной деятельностью в качестве лицензированной медсестры. Проработала 55 лет в больнице Скернёвице. Ушла на пенсию 31 июля 1990 года в возрасте 71 года. Некоторые другие награды: кавалерский крест ордена «Polonia Restituta», Медаль «Победы и Свободы» | [ WMPP 82 ]        |
| 83  | Ядвига Сьцепко (Jadwiga Ściepko)                                                | 1921—2008  | 2001 | Начинала работу в инфекционном отделении больницы в Красныставе. Была фельдшером в партизанских отделениях, проводила курсы санитарок, организует поставки повязок и лекарств. После войны организует первый центр здоровья в своём городе. Благодаря её инициативе был создан первый пункт донорства крови и лаборатория для определения основных групп крови, первый стоматологический кабинет, первая радиологическая лаборатория, клиника «К», антитуберкулёзный и физиотерапевтической кабинеты, первая станция скорой помощи, сельские центры здоровья и антиалкогольные клиники. Активный активист Общества друзей детей, антиалкогольных обществ. Некоторые другие награды: кавалерский крест ордена «Polonia Restituta», Серебряный Крест Заслуги | [ WMPP 83 ]        |
| 84  | Аполония Филук (Apolonia Filuk)                                                 | 1911—2005  | 2001 | Первую профессиональную работу получила в Военном госпитале в Познани, затем в Лешно и в военном госпитале в Хелме Любельском. Во время оккупации помогала с большой жертвенностью. Многим людям помогла спастись из лагеря. В 1940 году организовала больницу PCK на ул. Нарутовича 12 в Люблине. В 1941 году перешла в Повятовскую больницу в Януве Любельском. Участвовала в оказании помощи раненым партизанам. В 1945 году переехала в Быдгощ. Работала там в Министерстве внутренних дел, районной поликлинике в Фордони около Быдгоща и в Пенитенциарном учреждении. Некоторые другие награды: Медаль «За участие в оборонительной войне 1939 года» | [ WMPP 84 ] [ 15 ] |
| 85  | Станислава Срочиньская (Stanisława Sroczyńska)                                  | 1909—2001  | 2001 | Начала работать инструктором в хирургической клинике Ягеллонского университета в Кракове. Затем переехала в Варшаву, где начала работать в Доме имени ксёндза Бодуэна, как социальная медсестра. Организовала опеку над забеременевшими вне брака. Другим местом работы была Варшавская школа сестринского дела, где была преподавателем социального ухода. В то же время была секретарём Главного управления Польской ассоциации профессиональных медсестер (1937—1939). В 1938 году получила трёхмесячную стипендию Фонда Рокфеллера в Норвегии, Финляндии и Югославии. В начале Второй мировой войны начала работать в Уяздовском госпитале. Затем, в качестве старшей медсестры, ей было приказано срочно организовать полевую больницу в здании гимназии Святого Батория. В условиях осады Варшавы организация больницы в течение трёх дней была героической задачей. В знак признания этих достоинств она была награждена Крестом Доблести. После осады столицы ей было поручено организовать больницу для больных брюшным тифом на ул. Хоцимской 5. Была инструктором центров здравоохранения и социального обеспечения в Департаменте социальной помощи и общественного здравоохранения муниципального совета в Варшаве. Помогала спасать еврейских детей. После Варшавского восстания депортирована в лагерь в Прушкове. В 1945 году с семьёй поселилась в Лодзи. Была назначена на должность начальника курсов в Центре подготовки социальных работников Министерства труда и социальной защиты. В 1946/1947 учебном году организовала первую школу медсестер в Лодзи, где была директором в течение 10 лет. В 1956 году организовала первую послешкольную школу медсестер в Медицинской академии, где была директором. Через год её назначили на должность старшего инспектора средних медицинских учебных заведений. Во время занятия этого поста, организовала пять базовых школ для помощников медсестер. Некоторые другие награды: офицерский крест ордена «Polonia Restituta», Крест Храбрых, Знак 1000-летия Польского государства | [ WMPP 85 ]        |
| 86  | сестра Мария Тереза Сероцкая (s. Maria Theresa Sierocka)                        | 1916—2004  | 2001 | Сестра Мария Сероцкая, прозванная в ордене Терезой, родилась в Эстонии 25 декабря 1916 года. Семья приехала в Польшу и жила в Сувалках, а затем в Белостоке. Была принята в Конгрегацию в 1934 году. После семинарии работала в больнице Младенца Иисуса в Варшаве. В 1942 году её отправили в школу медсестер, которой руководила Конгрегация, в больнице Преображения в Варшаве. После Второй мировой войны работала в больницах в Госьцерадуве и в Гроеце, а с 1959 года в больнице в Опатуве. В этой больнице останется до 5 ноября 1983 года, а затем, после ухода на пенсию в 1991 году, она приходила в больницу, чтобы присмотреть за больничной часовней и помочь с помощью и советами. Сестра Тереза чувствовала себя в больнице как дома. Ёе служба в больнице была тесно связана с её религиозным призванием. | [ WMPP 86 ]        |
| 87  | Анна Гисгес-Гавроньская (Anna Gisges-Gawrońska)                                 | 1913—2006  | 2003 | В 1936 году работает в качестве инструктора в больнице при Главном госпитале Польского Красного Креста в Варшаве по адресу: улица Смольна, 6. В начале войны её мобилизуют в больницу ПКК. После капитуляции Варшавы возвращается в больницу на Смольной. Во время Варшавского восстания организует перевязочный пункт в подвале. После капитуляции депортирована в лагерь в Прушкове, добирается до Кельц, где занимает пост старшей районной медсестры и старшей медсестры организованной ею станции скорой помощи. В 1949 году становится членом Национальной экзаменационной комиссии по сестринскому делу. В 1950 году. переезжает в Варшаву, где устраивается на работу в Департамент здравоохранения района Воля в качестве главной медсестры, организует новый подрайон на ул. Кармелицкей 26.Член Президиума районного совета ПКК на Воле. Некоторые другие награды: офицерский крест ордена «Polonia Restituta», кавалерский крест ордена «Polonia Restituta», Медаль «За участие в оборонительной войне 1939 года» | [ WMPP 87 ]        |
| 88  | Стефания Зофия Хох (Stefania Zofia Hoch)                                        | 1922—2017  | 2003 | С 1942 года член Армии Крайовой. Во время Варшавского восстания в 1944 году была активистской в повстанческой больнице на ул. Вспульна 22a, помогая раненым повстанцам, больным и раненым гражданским лицам. Вместе с ранеными её отвезли в лагерь Stalag IVB в Цейтайне, Германия, её номер заключённой 299687. В лагере больницы она работала как медсестра и акушерка. В 1945 году, после освобождения из лагеря вернулась в Польшу. В августе оказалась в Торуни, где пробыла до октября, а затем вернулась в Варшаву. Устроилась на работу в больницу по ул. Ковельской, затем поехала во Вроцлав, где работала в клинике гинекологии и акушерства в родильном зале. Вскоре получила предложение о работе в Школе сестринского дела и материнства в Кракове по адресу ул. Коперника. В сентябре 1946 года взяла на себя обязанности инструктора в родильном зале, и исполняла их до 1951 года. Вернулась в Варшаву, где закончила педагогический курс, после чего работала в Министерстве здравоохранения и социального обеспечения в отделе средних медицинских школ. В течение 11 лет была инспектором сестринских и акушерских школ. В знак признания её знаний, опыта и достоинств, получила предложение о работе во Всемирной организации здравоохранения (ВОЗ) в ООН в качестве инструктора, консультанта, а затем эксперта в области образования медсестер и акушерок в африканских странах. В Дакаре участвовала в подготовке, открытии и функционировании Высшего учебного центра для медсестер и акушерок из стран Центральной Африки. В Заире работала в большом медицинском центре, где обучала и совершенствовала знания и профессиональные навыки персонала, работающего там. В Камеруне сотрудничала со школой медсестер и акушерок, а также с Министерством здравоохранения и Региональным отделом здравоохранения. Вернулась в страну в 1975 году. Начала преподавать в школе акушерок в Варшаве по ул. Вильча 9, в которой проработала до пенсии в 1978 году. В 1982 году получила степень бакалавра наук в Варшавском университете. Некоторые другие награды: Золотой Крест Заслуги, Варшавский повстанческий крест, Медаль Комиссии Народного Образования | [ WMPP 88 ]        |
| 89  | Мария Курковская (Maria Kurkowska)                                              | 1921—2014  | 2003 | В 1942 году начала учиться в Варшавской школе медсестер, которая находилась на улице Кошиковой 78, которую закончила в мае 1944 года. Это был последний выпуск перед восстанием. Присоединилась к Национальным вооружённым силам. В январе 1943 года принесла присягу и приняла псевдоним «Ирена Ритм». В организации была не только медсестрой, также занималась тайной подготовкой санитарных служб, работала в качестве курьера, передавая отчёты и пакеты в назначенные контактные пункты. Эта работа продолжалась до начала восстания. Также проводила санитарные курсы для разведчиков. В августе 1944 года началось Варшавское восстание. Взяв санитарную сумку, с самыми необходимыми вещами, включая школьный идентификатор (который в будущем оказался нужен), направилась к месту, указанному в приказе. К сожалению, ей не удалось установить контакт с людьми её собственной организации. Она встретила своих друзей — медсестер в санитарном пункте на ул. Польней. Там её попросили остаться и принести присягу Армии Крайовой. Это было подразделение «Бакцил» (Санитариат Варшавского армейского округа) — 3-й танковый батальон «Гольский». Ввиду пожара на улице Польной, санитарный пункт и персонал перебрались на улицу. Сьнядецких. По мере того, как боевые действия продвигались, санитарный пункт был перенесён на улицу Маршалковская № 81 — 83. В этих пунктах оказывалась помощь пострадавшим повстанцам, и были выполнены хирургические процедуры. Мария провела чрезвычайно трудную и ответственную работу в спешно организованной операционной, где её застал конец Восстания. Была депортированы с Западного железнодорожного вокзала в лагерь для военнопленных Stalag IV-B/H Zeithain (больничный лагерь, филиал Stalag IV-B в Мюльберге). Получила лагерный номер 298803. Работала в лагере в качестве старшей медсестры. Лагерь был освобождён Советской армией 23 апреля 1945 года. Ранее была сформирована группа заключённых, включая офицеров и Марию, которые решили не возвращаться в Польшу, а уехать на Запад. Сбежала из лагеря 5 мая вместе с группой из 15 человек (несмотря на запрет на выезд и охрану лагеря советской армией). Они достигли реки, разделяющей русскую и американскую зоны. Они были оснащены бельгийским флагом, но на мосту встретили охранников. Форсировали реку, помогая друг другу верёвкой. Они оказались в Германии, но в зоне действия американской армии. Двигаясь на запад, дошли до польской армии под командованием генерала Мачека, в лагере в Оберлангене. Пробыв здесь несколько дней, получили военные звания. Мария получила звание второго лейтенанта. Отправилась в Бельгию из Оберлангена с намерением учиться. Там отказалась от этих планов и устроилась на работу в Hôpital Saint Pierre в Брюсселе. Провела там год. В Бельгии нашёл Марию (через Красный Крест) её жених (который находился в лагере для военнопленных в Вальденберге в течение 5 с половиной лет). Они решили вернуться в Польшу, в Варшаву вместе в конце 1946 года. В 1947 году начала работать в клинике Министерства здравоохранения. Была уволена после двух лет работы, в связи с деятельностью в АК. Работала в Центре Здоровья в районе Грохув в Варшаве. С 1961 года она начала работать в Центральном научно-исследовательском институте железных дорог (отдел профессиональных заболеваний), откуда и ушла на пенсию в 1979 году. Некоторые другие награды: Золотой Крест Заслуги, Варшавский повстанческий крест | [ WMPP 89 ]        |
| 90  | Марианна Михаляк (Marianna Michalak)                                            | род. 1924  | 2003 | Во время войны работала добровольцем в областной больнице в Рощице. С большой самоотдачей принимала участие в борьбе с тифозной эпидемией. Прошла боевой путь от Вислы до Берлина с 1-й Польской армией. После войны она работала в инфекционных больницах. Некоторые другие награды: кавалерский крест ордена «Polonia Restituta», Медаль «За Варшаву 1939—1945», Медаль «За Одру, Нису и Балтику», Медаль «За участие в боях за Берлин», Медаль «Победы и Свободы» | [ WMPP 90 ]        |
| 91  | Мария Шлемингер (Maria Szleminger)                                              | 1914—?     | 2003 | Начала работать медсестрой-акушеркой в клинике в Виленском воеводстве. С началом войны сестры ПКК были призваны на военную службу. Работала во Львове, откуда отправилась в Венгрию с польской армией. После интернирования в лагере в Австрии инициировала и организовала медицинскую помощь для солдат и гражданских лиц. Вернувшись в Польшу, она работала в Кракове и Вроцлаве. Некоторые другие награды: Серебряный Крест Заслуги | [ WMPP 91 ]        |
| 92  | Зофия Катажина Венгрецкая-Андрейкович (Zofia Katarzyna Węgrzecka–Andrzejkowicz) | 1915—2011  | 2003 | Во время Второй мировой войны работала в частной клинике и диспансере, а также в Варшавских больницах. Во время Варшавского восстания была добровольцем в полевом госпитале ПКК в качестве операционной сестры и медсестры по уходу за ранеными. Участвовала в эвакуации раненых повстанцев. После войны приступила к работе на Диагностической станции профессиональных заболеваний в Забже. Работала в детской клинике в Милянувеке, как районный инструктор в Прушкове и инструктор-медсестра в Департаменте здравоохранения и социальной защиты воеводского национального совета в Варшаве. Некоторые другие награды: Золотой Крест Заслуги, Варшавский повстанческий крест | [ WMPP 92 ]        |
| 93  | Юзефина Слупяньская (Józefina Słupiańska)                                       | 1912—?     | 2003 | Была монахиней в Конгрегации сестер милосердия. Во время войны работала в больнице Младенца Иисуса в Варшаве. После эвакуации сопровождала пациентов, спасая многих, но их расстреляли на пути в Милянувек. Вернулась в больницу, чтобы позаботиться о пациентах, оставшихся в самом тяжелом состоянии. После войны она продолжала работать в больнице и в качестве старшей медсестры в Доме ксёндза Бодуэна. Заботилась о детях-инвалидах, калеках и военных сиротах. После введения запрета на работу монахинь в больницах Народной Польши, взяла на себя помощь беднейшим при костёле. Она была директором в провинциальном доме Конгрегации сестер милосердия в Варшаве и работала в лечебном учреждении для пожилых людей в Констанцине. | [ WMPP 93 ]        |
| 94  | Зофия Спожиньская (Zofia Sporzyńska)                                            | 1913—?     | 2005 | С 1936 года работала инструктором Главной больницы Польского Красного Креста, где проработала до начала войны. Во время восстания она оказывала медицинскую помощь гражданским лицам, затем работала в больнице на улице Фоксал, после её бомбардировки, эвакуировала раненых в подвал Офтальмологического института по улице Смольной. Затем перевезла больных на улицу Плоцкую. После капитуляции с больными была эвакуирована по железной дороге в Милянувек, где оставалась до конца 1945 года на вилле Глория. Направлена ПКК для работы в больнице в Щецине, где работала старшей медсестрой. Организовала там Школу сестринского дела Польского Красного Креста, в которой она была директором, а затем организовала Школу сестринского дела в Ольштыне, где также работала директором. Следующим местом работы был санаторий в Отвоцке, в должности старшей медсестры. Затем участвовала в организации воеводской больницы в Варшаве, где проработала старшей медсестрой до пенсии. Некоторые другие награды: кавалерский крест ордена «Polonia Restituta», Золотой Крест Заслуги, Заслуженный деятель культуры Польши | [ WMPP 94 ]        |
| 95  | Анна Дырлач (Anna Dyrlacz)                                                      | 1918—2011  | 2005 | Участница сентябрьской кампании 1939 года, солдат Союза вооружённой борьбы и Армии Крайовой под псевдонимом «Кристина». С 1 сентября 1939 года была мобилизована в Уяздовскую больницу в хирургическое отделение — до июня 1940 года. До 1 августа 1944 года она работала в Больнице социального страхования по ул. Черняковска 231. По приказу военных властей Армии Крайовой организовала секретный лагерь для нужд авиабазы «Лужице», ул. Бандурского 24. В Варшавском восстании глава медсестер и начальник санитарного патрулирования в этой больнице. 5 августа 1944 года в соответствии с приказом командующего полковника доктора В. Ротта (псевдоним «Овски») эвакуировала больницу в Опачи, а затем в партизанские отряды в лесу Кампинос. Участвовала в эвакуации раненых из различных Варшавских больниц и домов престарелых — в рамках деятельности в ПКК — в Лесную Подкову и Океньцье. После восстания работала медсестрой в лазарете Управления по восстановлению столицы, а затем в дерматологической клинике Варшавского медицинского университета. Некоторые другие награды: кавалерский крест ордена «Polonia Restituta», Крест Сентябрьской кампании 1939 года, Крест Армии Крайовой, Партизанский крест, Варшавский повстанческий крест, Медаль «За Варшаву 1939—1945», Медаль Армии. 1939 - 1945 (четырежды) | [ WMPP 95 ]        |
| 96  | Халина Булиньская (Halina Bulińska)                                             | 1919—2006  | 2005 | В первый день войны была назначена на санитарный пункт в гимназии Рея, затем обслуживала раненых в костёле Всех Святых, а затем в Уяздовской больнице, где работала одна в хирургическом отделении. В больнице на ул. Хоцимской занималась пациентами с брюшным тифом и туберкулёзом. В 1941 году пошла на работу в госпиталь св. Лазаря в Лешно. Здесь она стала свидетелем обстрела трёх немцев, которым она оказала помощь, за что потом её хотели расстрелять. Немецкий врач, проверив профессионализм предоставленной помощи, спас её от смерти. Во время Варшавского восстания работала в операционном зале, затем была в лагере Урсус, где не только спасла жизнь польских офицеров, но и их свободу. После войны организовала две амбулаторные поликлиники, много лет проработала в Службе здравоохранения в качестве начальника над медсёстрами. Некоторые другие награды: кавалерский крест ордена «Polonia Restituta», Крест Храбрых, Варшавский повстанческий крест, Медаль «За Варшаву 1939—1945», Медаль «За участие в оборонительной войне 1939 года», Медаль «Победы и Свободы» | [ WMPP 96 ] [ 16 ] |
| 97  | Халина Едлиньская (Halina Jedlińska)                                            | 1919—?     | 2005 | Получив диплом медсестры в 1942 году, работала в больнице социального страхования по ул. Черняковская в Варшаве, затем в клинике на ул. Дзялдовская. Во время Варшавского восстания оказывала помощь раненым в полевой больнице АК по ул. Конопчиньского. Была заключена в пересыльный лагерь в Прушкове, где работала до конца восстания. В 1944—1945 годах организовала санитарную станцию в Скерневице на железнодорожном вокзале и поликлинику для перемещённых лиц в Варшаве. Автор правил и правовых норм, касающихся сестринского дела. Некоторые другие награды: кавалерский крест ордена «Polonia Restituta», Золотой Крест Заслуги, Варшавский повстанческий крест, Медаль «За участие в оборонительной войне 1939 года» | [ WMPP 97 ]        |
| 98  | Александра Агнешка Банасяк (Aleksandra Agnieszka Banasiak)                      | род. 1935  | 2005 | В 1952 году начала работать в городской больнице № 2 в Познани. В связи с вспышкой эпидемии Гейне — Медина вызвалась работать в инфекционную палату воеводской детской больницы. Была участницей Познанского восстания, во время которого в белом халате и капоте спасала раненых рабочих на улицах и помещала их в муниципальную больницу № 2. В результате этих действий подвергалась в дальнейшем преследованиям и давлению, чтобы дала показания против демонстрантов, которых она лечила. Несмотря на многолетние репрессии, она выполняла обязанности медсестры в больнице имени Францишка Рачея, где впоследствии была избрана главной медсестрой. Принимала активное участие в формировании «Солидарности». Была президентом Ассоциации участников июньского восстания 1956 года в Познани. Была крестной матерью корабля «Познань». Некоторые другие награды: кавалерский крест ордена «Polonia Restituta», Бронзовый Крест Заслуги | [ WMPP 98 ]        |
| 99  | Анна Гинальская (Anna Ginalska)                                                 | род. 1935  | 2007 | Соорганизатор первой в Польше Высшей медицинской школы в Люблинской медицинской академии. В 1975 году делегирована Всемирной организацией здравоохранения в качестве эксперта-члена команды ВОЗ в Нигерии, где она подготовила команду преподавателей медицинских школ. Она разработала инструкции для медицинских работников для использования в Нигерии и Гане. Бывший вице-президент Общества польско-нигерийской дружбы. Некоторые другие награды: кавалерский крест ордена «Polonia Restituta», Золотой Крест Заслуги | [ WMPP 99 ]        |
| 100 | Камила Лукашевич (Kamila Łukaszewicz)                                           | 1922—?     | 2007 | Посещала частную гимназию в Познани. Окончила школу во время Второй мировой войны. В октябре 1939 года её отец был арестован и убит в Форте VII в Познани. Остальная семья была перемещена из квартиры, а затем и из города. Зимой 1940 года поселилась со своей матерью и младшим братом у тёти Анюли Баньковской в Красниче, возле Опочно, близ Кельце. Весной 1940 года они жили у брата матери, Романа, в Варшаве. Мать получила работу в офисе, а младший брата Ромек в мастерской дяди. В связи с подпольной деятельностью брат был арестован и заключён в тюрьму в Павяке, а затем депортирован в Аушвиц, где его следы теряются. Сначала Камила работала у портного, а затем учила двоих детей за еду. В это время она узнала от своей подруги о существовании сестринской школы в Варшаве. В 1941 году она поехала туда учиться и жить в общежитии. В марте 1942 года у неё был диагностирован туберкулёз легких во время периодических осмотров. Её отправили на лечение Рокицин Подхалиньский под Чабувкой, к дружественным сёстрам монастыря урсулинок, а затем до монастыря в Рабке и Отвоцке. Старшая медсестера, мать Клеменса Сташевская, давала Камиле, начинающей медсестре, различные задания. Носить еду старикам, больным, подопечным монахинь и делать перевязки мальчику с гнойным воспалением околоносовых пазух. Помогала сестрам заботиться о детях, которые были вывезены из Варшавы, в том числе о еврейских детях. В январе 1943 года вернулась в школу. Она не получила диплом по окончании обучения, но сдала экзамен после войны в 1949 году. В школе сестринского дела начала заговорщическую деятельность. Была приведена к присяге в 1943 году и получил псевдоним «Ядвига Мелина». Окончила обучение по использованию оружия и по топографии Варшавы. Занималась подготовкой санитарных объектов, поставкой инструментов и перевязочного материала. Из-за то, что работа была очень опасной, а облавы усилились, директриса поручила студенткам ездить в город в форме медсестер, которая защищала от депортации. Во время Варшавского восстания была приписана к боевому батальону «Гольский», VI-й группе III района, I обвода Срёдьместье, Варшавского округа Армии Крайовой. Должна была выполнять обязанности командира санитарных патрулей. Эта информация не дошла до неё в нужное время. В середине июля 1944 года. она отправилась в Пётркув Трибунальский, где вышла замуж за Кшиштофа Рудзким. Они вернулись в Варшаву в конце июля. Молодые поселились в Жолибоже на ул. Заёнцка 7. В тот день, когда началось Варшавское восстание, Камила не добралась до места сосредоточения своей группы, но осталась в Жолибоже. Утром её муж отправился в Срёдьместье, где прошёл всё восстание, и оттуда его отвезли в лагерь. Тем временем Камила взяла на себя организацию санитарного пункта. В окрестностях Гданьского вокзала, под постоянным огнестрельным немецким обстрелом, с множеством раненых, чьё состояние часто требовало серьёзных хирургических операций. Санитарная точка быстро превратилась в операцию, а затем в госпиталь. Она была единственной медсестрой. 18 и 19 сентября 1944 года больница была перевезена, и персонал перемещён из Жолибожа на Волю, а затем доставлен в лагерь Дулаг 121 в Прушкове. Оттуда была доставлена в лагерь в Скерневице, откуда ей удалось скрыться благодаря повязке Красного Креста, полученной от двух девочек. Добралась до семьи мужа в Пётркуве Трибунальском. Несмотря на беременность, стала активно участвовать в работе Совета по вопросам социального обеспечения — активно работала на железнодорожной станции. Предоставляла людям, отправляемым в лагеря и на принудительный труд, продукты питания, воду, и передавала из эшелонов записки и письма, которые пыталась передать в соответствии с просьбами отправителей. Позднее работала в Кракове. Некоторые другие награды: Золотой Крест Заслуги, Серебряный Крест Заслуги, Крест Армии Крайовой | [ WMPP 100 ]       |
| 101 | Алина Румун (Alina Rumun)                                                       | 1924—2007  | 2007 | Начала сотрудничество в 1958 году с Ханной Хржановской, в настоящее время кандидаткой в блаженные, инициатором организации парафиальной медслужбы в Краковской архиепархии. С 1973 года продолжила эту работу сама и занималась ей до 1995 года с большой приверженностью. Речь шла об уходе за хронически больными и неизлечимо больными людьми, которые не покидали своих домов, были зачастую бедны и одиноки. Организовала доставку пациентов с помощью людей доброй воли, владельцев частных автомобилей, что в «то время» было настоящим подвигом. Занималась поиском ксёндзов, готовых исповедовать и причащать больных. Ей удалось собрать группу сотрудников, состоящих из монахинь, священнослужителей и молодежи, а также женщин для работы на общественной кухне. | [ WMPP 101 ]       |
| 102 | Анна Качмарчик (Anna Kaczmarczyk)                                               | род. 1974  | 2017 | Поручик медицинской службы. Продолжает военную службу. Большая часть личной информации не открыта. |                    |